# Cerco de Aracilo
Cerco de Aracilo (em latim: Aracillum) foi um cerco romano das Guerras Cantábricas em 25 a.C. Cinco legiões romanas, comandadas por Caio Antíscio Veto cercaram um forte cântabro numa colina onde estavam entre quinze e vinte cinco mil guerreiros. O resultado foi uma vitória romana.

## História
Aracilo foi cercada por Caio Antíscio depois que Augusto teve que se retirar da guerra para tratar de uma enfermidade (ele vinha conduzindo a maior parte das operações até então). O forte conseguiu resistir à pressão romana por algum tempo, mas acabou cercado por três acampamentos romanos, que construíram mais de 20 quilômetros de muros e trincheiras (circunvalação) para aprisionar os defensores em sua fortaleza e para impedir tanto a chegada de recursos como de reforços. Tendo que enfrentar a chance de morrer de inanição, muitos guerreiros cântabros optaram pelo suicídio ao invés de se entregarem à escravidão ou à morte pela fome.
Tradicionalmente identificada com Aradillos (em Campoo de Enmedio), jamais houve uma descoberta concreta relacionada a esta batalha.